# Douglas Graham Taylor
Pour les articles homonymes, voir Douglas Taylor et Taylor.
Douglas Graham Taylor  (4 juillet 1936-7 octobre 2009) est un fermier, éducateur et un homme politique provincial canadien de la Saskatchewan. Il représente la circonscription d'Indian Head-Wolseley à titre de député du Parti progressiste-conservateur de la Saskatchewan de 1978 à 1991.

## Biographie
Né à Moffat en Saskatchewan, Taylor étudie à Candiac (en) et Wolseley en Saskatchewan, ainsi qu'à l'Université de Regina où il obtient un diplôme en administration de l'éducation. Il sert ensuite comme enseignant et directeur dans une école de Kipling et Wolseley. Simultanément, il opère une ferme à Wolseley.

## Carrière politique
Candidat défait à la chefferie progressiste-conservatrice, il devient leader de l'Opposition officielle. Son parti arrivant au gouvernement, il devient ministre de la Santé, ministre du Tourisme et des Petites entreprises, ministre de la Réserve stratégique et des Services et ministre de la Participation publique.
Ayant démissionné du cabinet en 1989, il devient agent-général de la province à Hong Kong. Il est limogé de ce poste lorsque les Néo-démocrates arrivent au pouvoir en 1991.
Retiré dans sa ferme familiale, il meurt d'une crise cardiaque à l'âge de 73 ans.